# Галкин, Валентин Давыдович
Валентин Давыдович Га́лкин (1937—1989) — советский военачальник, генерал-лейтенант Советской Армии, лауреат Государственной премии СССР.

## Биография

Могила Галкина на Кунцевском кладбище Москвы.

Валентин Давыдович Галкин родился 2 декабря 1937 года на хуторе Титовский Алексеевского района Сталинградской (ныне — Волгоградской) области. В 1955 году он был призван на службу в Советскую Армию.
В 1960 году Галкин окончил Харьковское высшее авиационно-инженерное военное училище Военно-воздушных сил, после чего служил в Ракетных войсках стратегического назначения. Начинал службу на 69-й Боевой стартовой станции, был помощником начальника отдела специального вооружения, заместителем по инженерно-ракетной службе начальника группы, заместителем командира станции. В 1971 году Галкин был назначен заместителем начальника Центра по испытаниям космических объектов. Позднее командовал войсковой частью, возглавлял 2-м Управление войскового полигона. В 1982 году Галкин был направлен на полигон «Байконур» на должность начальника ракетно-испытательных частей — заместителя начальника полигона.
В 1984 году Галкин был назначен заместителем по опытно-конструкторским и научно-исследовательских работам начальника Главного управления ракетного вооружения, а три года спустя стал заместителем начальника Главного управления ракетного вооружения. В 1988 году ему было присвоено воинское звание генерал-лейтенанта. Скончался 23 марта 1989 года в городе Одинцово Московской области, похоронен на Кунцевском кладбище Москвы.
Являлся крупным специалистом в области испытаний и отработки ракетной и космической техники. Руководил рядом экспериментальных исследований, разработками конструкций и комплексов бортовых и наземных средств для автоматических станций «Венера-9» и «Венера-10», за что в 1976 году ему была присуждена Государственная премия СССР в области науки и техники.

## Награды и звания
Также был награждён орденами Трудового Красного Знамени и Красной Звезды, рядом медалей.